# Anurag Kashyap
Anurag Kashyap (ur. 10 września 1972 w Gorakhpur) – indyjski reżyser i scenarzysta. Największą sławę przyniósł mu scenariusz do filmu Rama Gopala Varmy Satya i reżyseria kontrowersyjnego filmu o zamachach bombowych w Bombaju w 1993 roku – Black Friday (1998).
Zasiadał w jury konkursu głównego na 66. MFF w Wenecji (2009).

## Filmografia

### Reżyser
- Ugly (2013)
- Gangs of Wasseypur - Part 1, Part 2 (2012)
- That Girl in Yellow Boots (2011)
- Mumbai Cutting (2010)
- Gulaal (2009)
- Dev.D (2008)
- Return of Hanuman (2007)
- No Smoking (2007)
- Black Friday (2004)
- Paanch (2003)

### Scenarzysta
- Meridian (2007)
- Lajjo (2007)
- Dhan Dhana Dhan Goal (2007)
- Shakalaka Boom Boom (2007)
- Main Aisa Hi Hoon (2005)
- Deewaar (2004)
- Młodość (2004)
- Black Friday (2004)
- Paisa Vasool (2004)
- Paanch (2003)
- Nayak: The Real Hero (2001)
- Jung (2000)
- Shool (1999)
- Kaun (1999)
- Satya (1998)
- Kabhie Kabhie (TV serial) (1997)

### Współproducent
- Aamir (2008)